# Crossmolina
Crossmolina (en irlandais : Crois Uí Mhaoilíona) est une ville du comté de Mayo, en Irlande. Elle est située dans la baronnie de Tyrawley et donne son nom à la paroisse dans laquelle elle se trouve. La ville est traversée par la rivière Deel près de la rive nord de Lough Conn. Crossmolina est à environ 9 kilomètres de Ballina, sur la route N59 en direction d'Erris vers Bellacorick.